# ماگیسته
ماگیسته (به لاتین: Mägiste) یک منطقهٔ مسکونی در استونی است که در دهستان اوتپا واقع شده‌است.